# السفارة الإيرانية في لندن
سفارة إيران في لندن هي البعثة الدبلوماسية من إيران في المملكة المتحدة. وهي تقع في شرفة تطل على هايد بارك في ساوث كنزنغتون، وستمنستر، لندن، العنوان: 16 Prince's Gate، London، SW7 1PT

## صور

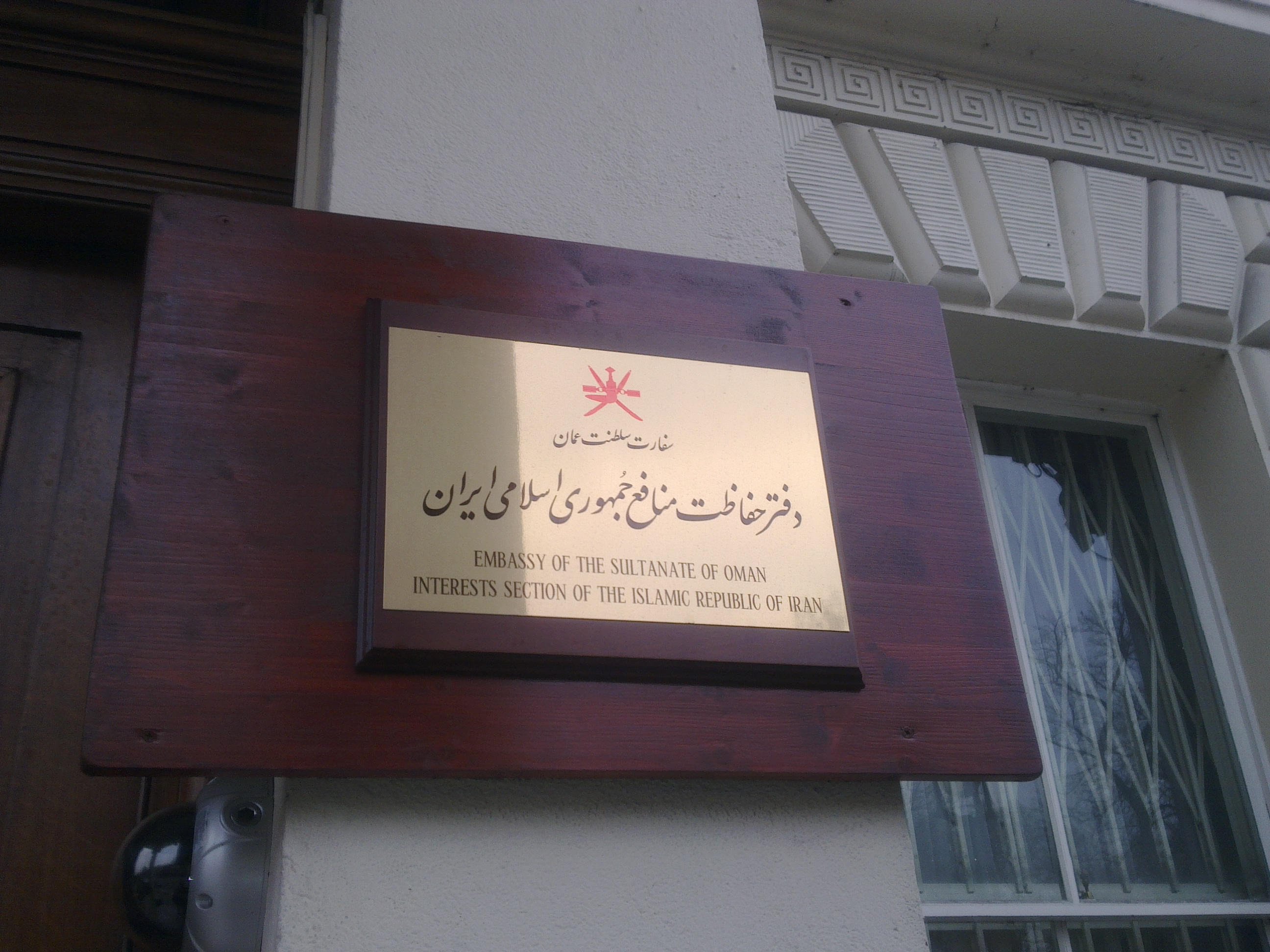
لوحة خارج السفارة في عام 2013
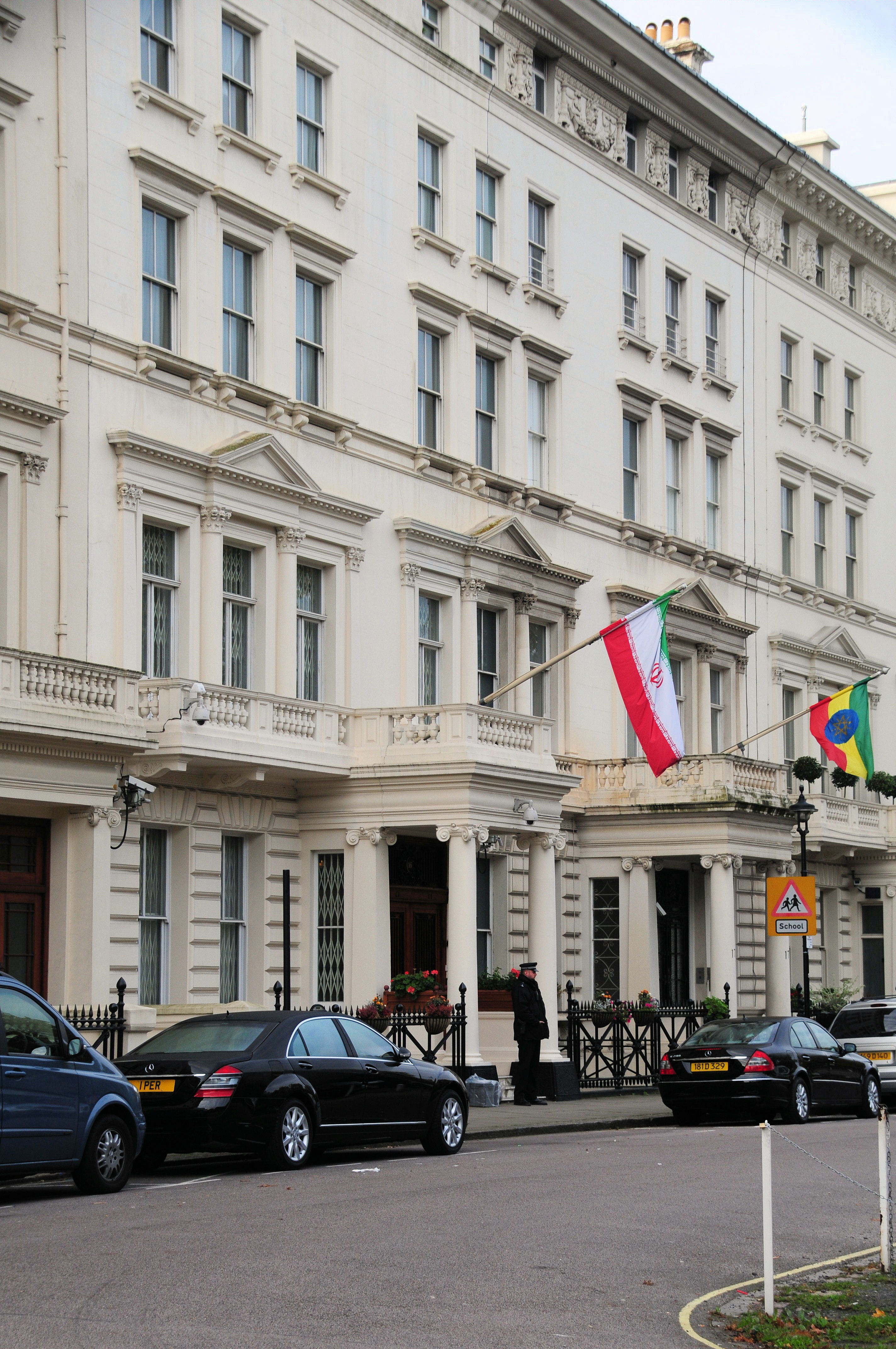
السفارة في عام 2008
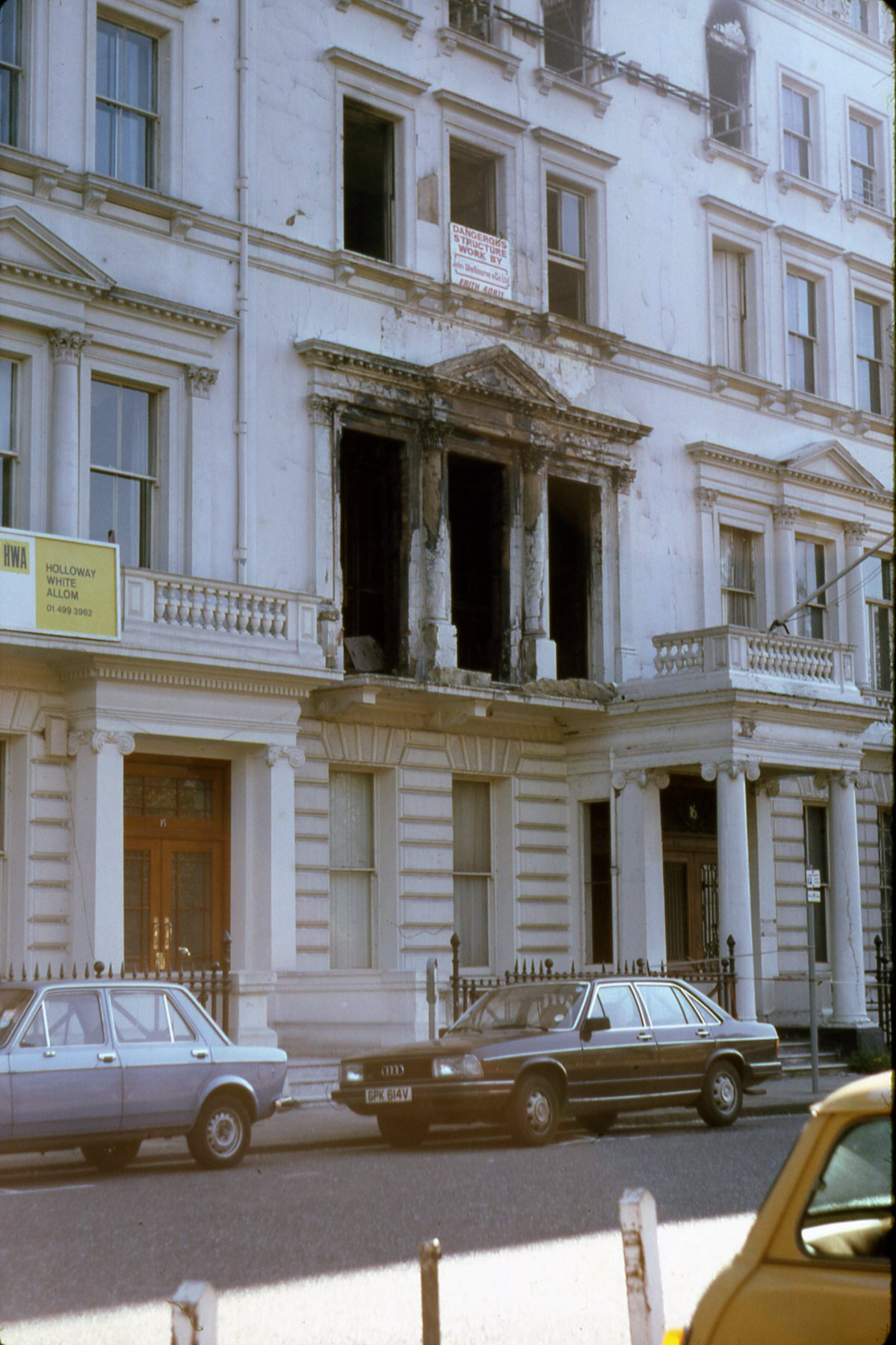
السفارة كما ظهرت بعد أزمة الرهائن ، 1980
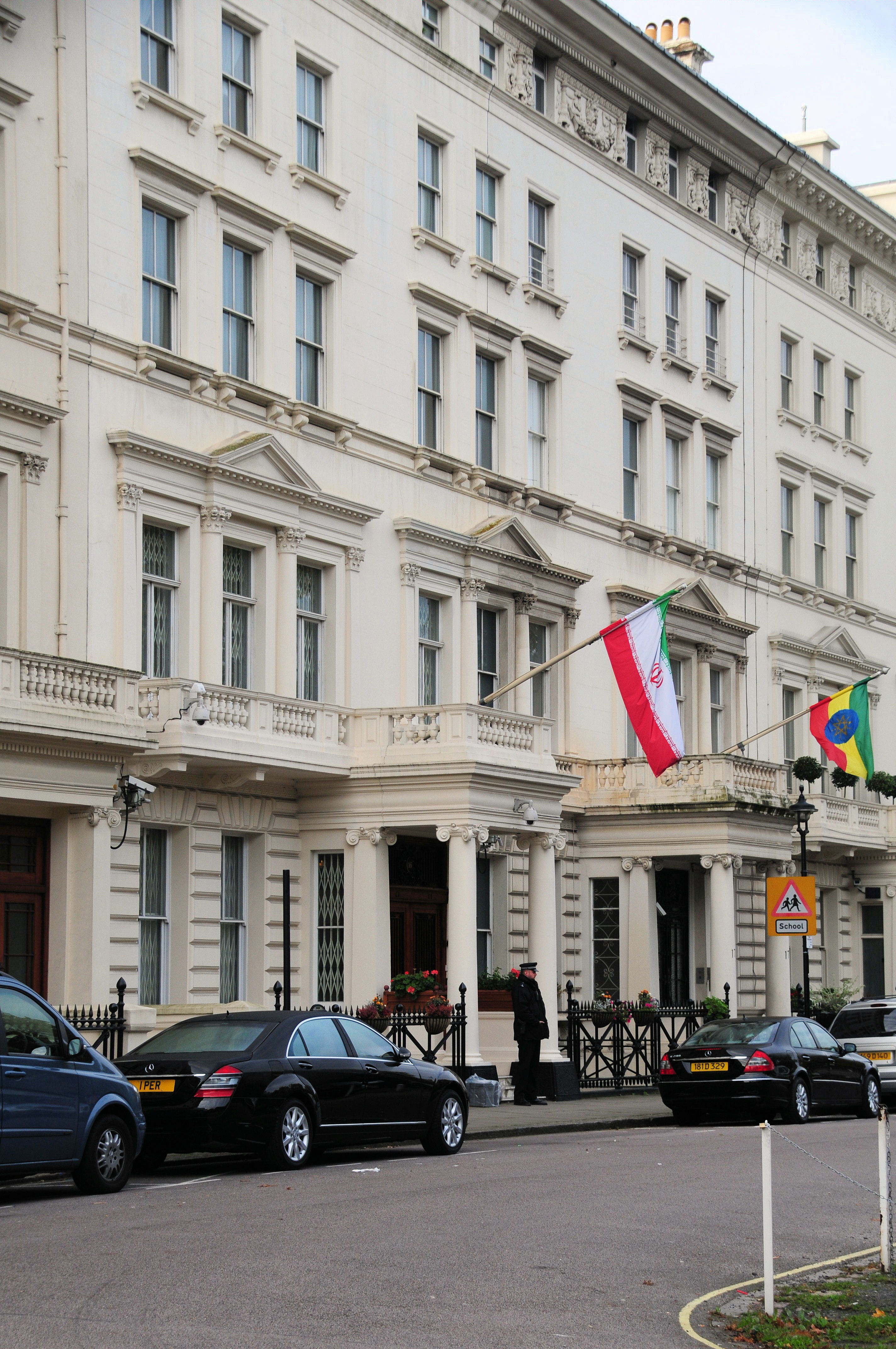
صورة للسفارة الايرانية وبجانبها سفارة اثيوبيا
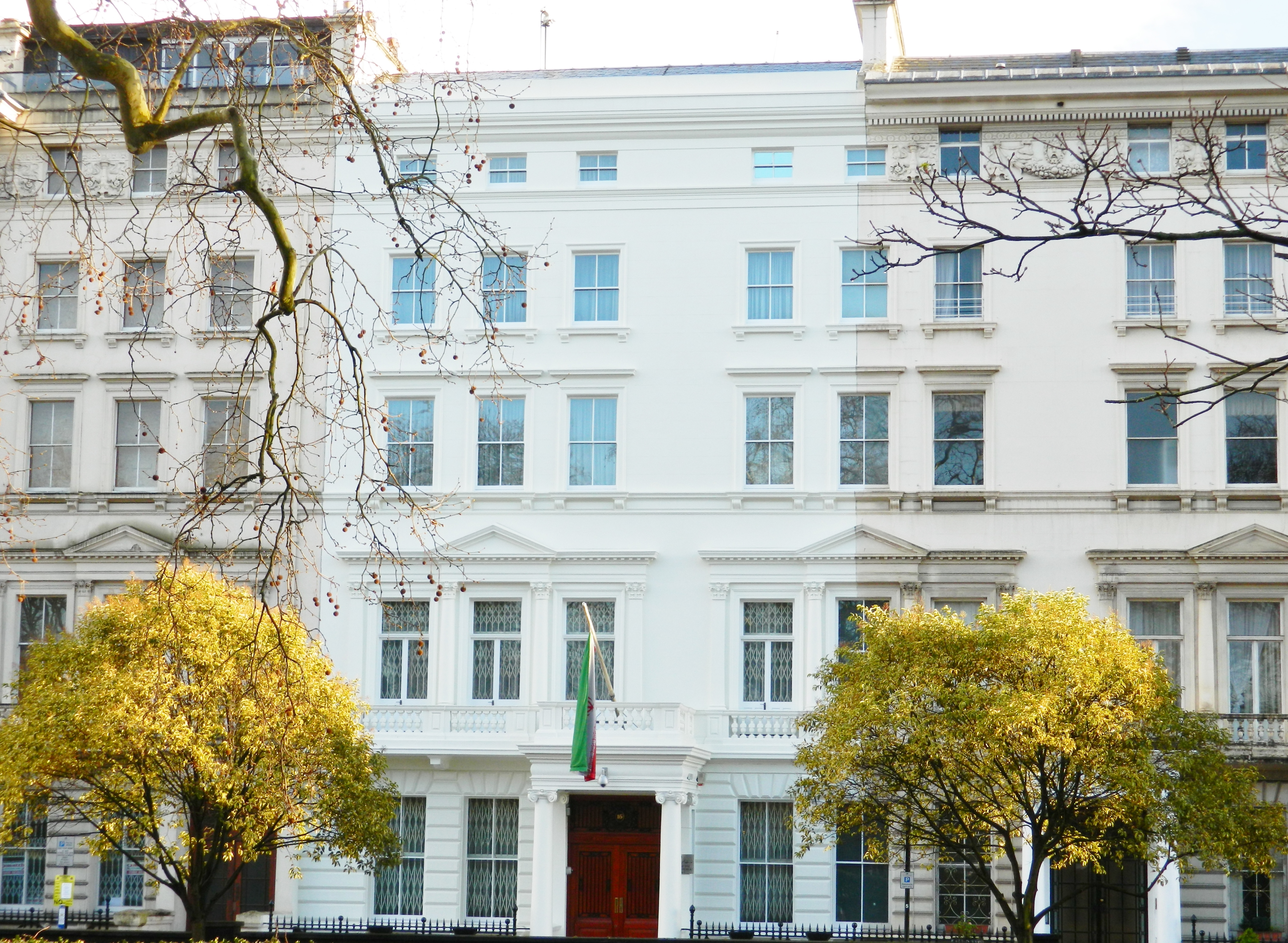

## وصلات خارجية
- موقع السفارة على شبكة النت